# Katharina Nehammer
Katharina Nehammer (* 20. August 1982 als Katharina Nidetzky) ist eine österreichische Medienunternehmerin. Sie ist Ehefrau des ehemaligen Bundeskanzlers Karl Nehammer und Tochter des verstorbenen Journalisten Peter Nidetzky.

## Ausbildung
Laut Eigenangabe besuchte Nehammer in den Jahren 2000 bis 2002 die Wirtschaftsuniversität Wien und von 2002 bis 2003 einen Italienisch- und Journalismus-Lehrgang an der Dilit School Roma.

## Berufliches
Ihre berufliche Laufbahn begann sie als Mitglied der Redaktion der Barbara Karlich Show des ORF und wechselte später zu Puls TV.
Einige Jahre war sie im politischen Bereich tätig, erst als Kabinettsmitarbeiterin von Innenminister Wolfgang Sobotka, später als Sprecherin und stellvertretende Kabinettschefin im Kabinett der Verteidigungsministerin Klaudia Tanner. Im Jahr 2020 wurde berichtet, dass sie als Senior Consultant zur Agentur Schütze wechseln würde.
Nehammer ist seit dem Herbst 2024 Leiterin des Österreichischen Agrarverlages. In diversen Aussendungen wurde sie als Chief operating officer des Unternehmens bezeichnet, im Firmenbuch und im FirmenABC scheint sie als Geschäftsführerin auf.

## Privates
Katharina Nehammer wuchs gemeinsam mit Bruder Alexander als Tochter des ORF-Journalisten, -Moderators und -Abteilungsleiters Peter Nidetzky auf.
Sie ist seit 2007 Ehefrau von Karl Nehammer, der vom Dezember 2021 bis Anfang Jänner 2025 österreichischer Bundeskanzler war. Das Paar hat zwei Kinder.

## Politisches
Im Jahr 2021 hatte die FPÖ in einer Pressekonferenz die Frage aufgeworfen "ob Nehammer möglicherweise Informationen über eine bevorstehende Hausdurchsuchung im Frühjahr 2021 bei der Maskenfirma Hygiene Austria von ihrem Mann bekommen und an die Firma weitergegeben habe" (Zitat ORF). Am 14. April 2022 gewann Nehammer in erster Instanz eine Unterlassungsklage gegen den FPÖ-Parlamentsklub. Am gleichen Tag richteten die FPÖ-Nationalratsabgeordneten Christian Hafenecker, Dagmar Belakowitsch und weitere Abgeordnete eine Anfrage an den Präsidenten des Nationalrates um die Rolle von Katharina Nehammer als politische Beraterin ihres Ehemannes, Bundeskanzler Karl Nehammer, zu klären. Dies ist auch im Zusammenhang mit der medialen Zuschreibung als Schattenkanzlerin zu ihrer Person zu verstehen. Die Beantwortung der Anfrage erfolgte am 5. Juni 2023 durch Nationalratspräsident Wolfgang Sobotka. Im April 2025 wurde im Nachrichtenmagazin profil neuerlich über ihren Einfluss als Kanzlergattin berichtet.

## Society und gesellschaftlicheAktivitäten
Nehammer war bei Charity-Veranstaltungen präsent und hatte gemeinsam mit dem Modedesigner Atil Kutoglu und in Kooperation mit dem Roten Kreuz das eigene Charity-Format Building Bridges gegründet. Spendenziele waren bisher Demenzhilfe, Unterstützung von Erdbebenopfern im Ostmittelmeerraum oder Hilfsprojekte in Afrika.
Seit Frühling 2025 engagiert sich Nehammer im neu gegründeten Verein "Freunde von Yad Vashem", der sich der Holocaust-Gedenkarbeit verschrieben hat.